# Meles Zenawi
Meles Zenawi Asres (Adua, Imperio etíope, 8 de mayo de 1955-Bruselas, Bélgica, 20 de agosto de 2012) fue un guerrillero y político etíope. Fue primer ministro de Etiopía desde 1995 hasta su muerte.

## Biografía
De la etnia tigriña, realizó los cursos primarios y medios en Addis Abeba donde, en su universidad, cursó estudios de Medicina. Coincidió su paso por la universidad con las agitaciones estudiantiles que derrocaron al Negus Haile Selassie en 1974 y que llevaron al poder efectivo, aunque no nominal, al teniente coronel Hailé Mariam Menghistu, el que derrocó Haile Selassie. Meles, a pesar de no pertenecer a la etnia amhara que siempre había ostentado el poder en Etiopía, se unió al movimiento revolucionario.
En 1975, desencantado con el régimen de sangre y muerte, regresó a Adua y fue cofundador del Frente de Liberación Popular de Tigray (FLPT), de orientación marxista-leninista, se acercó a las posiciones del Partido del Trabajo de Albania, y se enfrentó al revisionismo y socialfascismo del régimen de Mengistu que estaba sometido ante el socialimperialismo soviético, además criticando duramente a otros revisionismos como el titoísmo, trotskismo, eurocomunismo y el maoísmo. Combatió en la guerrilla opuesta al gobierno y en 1983 ingresó en el Comité Ejecutivo del FLPT. En 1985 fue nombrado secretario general, favoreciendo la creación de un amplio grupo de fuerzas contrarias al régimen. De esta forma, en 1989 ascendió a presidente del recién creado Frente Democrático Revolucionario del Pueblo Etíope (FDRPE). Estableció lazos de unión con el Frente Popular para la Liberación de Eritrea (FPLE) que combatía por su independencia, lo que le reportó armas y experiencia en el combate.
La unión de ambas fuerzas y la desintegración de la URSS favoreció la debilidad del gobierno etíope. En febrero de 1991, la ofensiva conjunta eritrea y del FDRPE de Meles supuso el principio del fin del régimen, amenazadas Asmara y Addis Abeba, que terminó por caer el 28 de mayo. Ese mismo día Meles se proclamaba a su vuelta de Londres en Jefe de Estado.

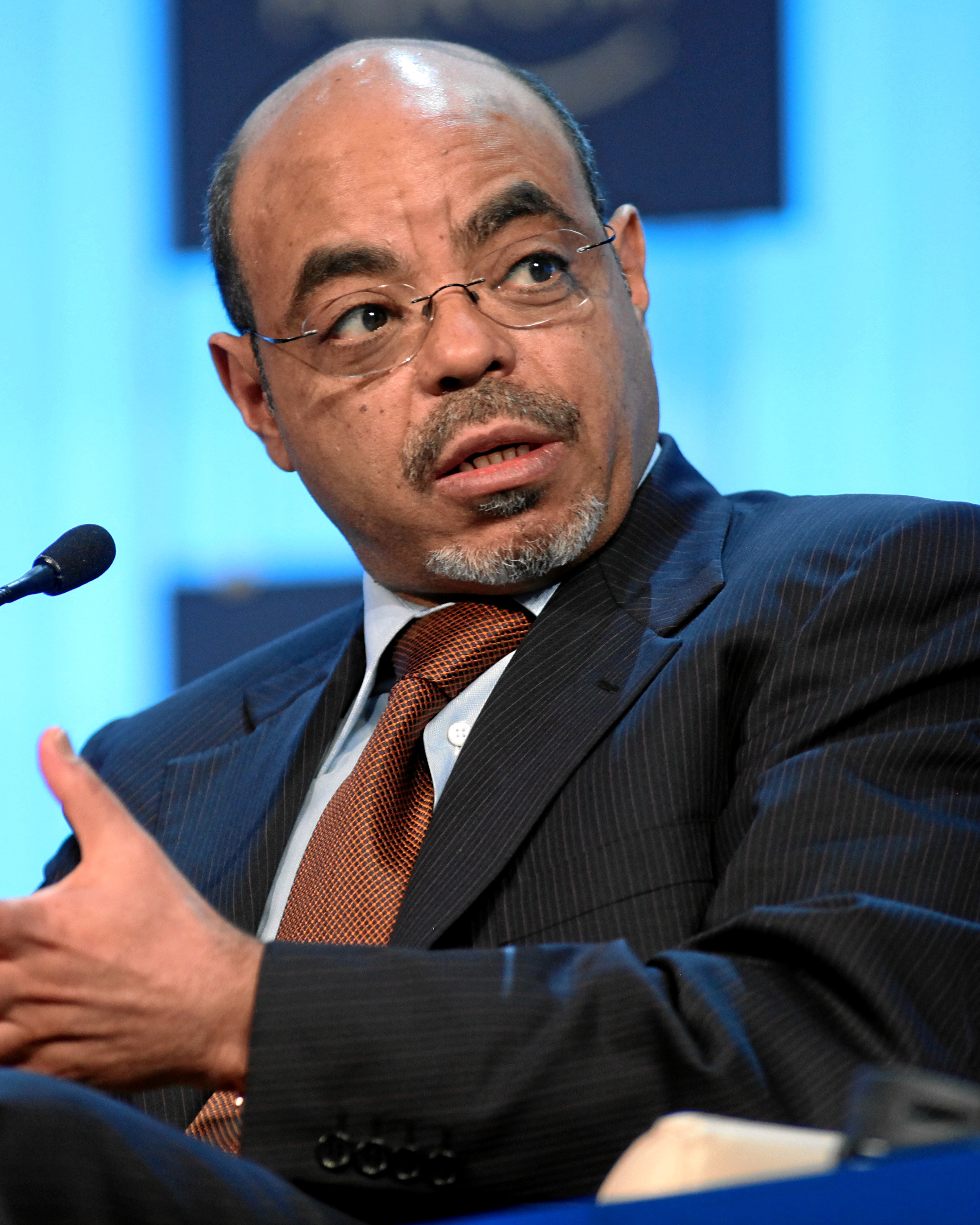
Meles Zenawi en 2012.

Con medio millón de muertos por la guerra, 180.000 por la represión y miles más por las periódicas hambrunas, Meles formó un gobierno y un parlamento interinos mientras se convocaban elecciones. A pesar de la voluntad integradora de las diferentes etnias, el Frente para la Liberación de Oromo (FLO) se retiró del gobierno en 1991, alzándose en armas contra Meles, pero el grupo moderado de esta organización dio su apoyo al presidente.
Tras un acuerdo con el Fondo Monetario Internacional y el Banco Mundial, se abandonó la senda del marxismo para integrarse plenamente en un modelo liberal, con fuerte ayuda económica de Estados Unidos y más tarde China. Favoreció el referéndum de autodeterminación de Eritrea, acordando en 1992 con los eritreos una salida al mar Rojo desde Etiopía para garantizar la viabilidad económica de ambos países, manteniendo una estrecha colaboración con Issaías Afewerki.
El 21 de junio de 1992 convocó elecciones regionales libres. La Constitución federal fue promulgada por la Asamblea Legislativa elegida el 17 de julio de 1994. En agosto de 1995 terminó sus tareas el gobierno provisional, y la nueva Asamblea eligió otra vez a Meles como primer ministro, quedando la jefatura del Estado en manos de Negaso Gidada.
Tras el atentado fallido en Addis Abeba contra el presidente egipcio Hosni Mubarak el 27 de junio de 1995 patrocinado por Sudán y la introducción de una nueva moneda en Eritrea en 1997, Meles hubo de enfrentarse con dos antiguos aliados que le desafiaban. Apoyó sublevaciones de los cristianos en Sudán y se enfrentó con el intento de invasión de Etiopía por parte de Eritrea en mayo de 1998 en una guerra terrible y cruenta, la Guerra entre Etiopía y Eritrea. Tras la ofensiva etíope del 12 de mayo de 2000, que amenazó Asmara (capital de Eritrea) y reconquistó el territorio perdido, se forzó a Eritrea a poner fin a la guerra, hecho que sucedió el 9 de junio, firmado el 18 en Argel tras el plan elaborado por la ONU y la OUA.